# Lac de Golette
Le lac de Golette se trouve dans la commune valdôtaine de Rhêmes-Notre-Dame.

## Toponymie
Ce toponyme se réfère au mot goille, indiquant en patois valdôtain une flaque d'eau ou un petit lac de montagne.

## Description
Le lac de Golette se situe au pied de la Granta Parey et du Pic de la Traversière. C'est un exemple typique de lac d'origine glaciaire, alimenté par les eaux du glacier de Golette, connecté à son tour au glacier de Rhêmes-Golette.

## Accès
L'accès au lac de Golette s'effectue aisément par le télésiège au départ du refuge Benevolo. Pour l'ascension il faut prévoir 3 heures environ.